# Idioma uigur
El uigur, uighur o más exactamente uyghur (autónimo: ئۇيغۇر تىلى, Уйғур тили, Uyghur tili, Uyƣur tili o ئۇيغۇرچە, [ʊjˈʁʊr tili], también Уйғурчә, Uyghurche, Uyƣurqə, [ʊjʁʊrˈtʃɛ]) es una lengua de la familia túrquica y tiene más de 7 000 000 de hablantes en la Región Autónoma Uigur de Xinjiang (China), donde está reconocida como lengua cooficial con el chino. Otros 300 000 hablantes viven en Kazajistán, además de pequeñas comunidades en Mongolia y en los demás países de Asia Central. Los uigures son uno de los principales grupos étnicos reconocidos oficialmente por la República Popular China.

## Aspectos históricos, sociales y culturales

### Dialectos
Según la clasificación habitual en la República Popular China, el uyghur consta de tres dialectos principales: el uigur central, con 4 700 000 hablantes; el hotan, con 1 150 000; y el lop, con apenas 25 000 hablantes, según los datos de www.ethnologue.com (ver enlaces externos).

## Descripción lingüística
El uigur es una lengua aglutinante, se añaden sufijos a una raíz común; su estructura es sujeto objeto verbo.

### Similitud con el uzbeko
El uigur es muy similar al uzbeko. De hecho, la inteligibilidad entre ambos es prácticamente total, por lo que algunos lingüistas consideran al uyghur y al uzbeko dos dialectos de una única lengua uigur-uzbeka. La principal diferencia entre ambos radica en el alfabeto (los uigures utilizan el árabe y los uzbekos el latino) y en que los uzbekos utilizan muchas palabras de origen ruso. Ambos idiomas se derivan del idioma chagatai.

### Fonología

#### Vocales
|         | Frontal       | Frontal    | Posterior     | Posterior  |
|         | No redondeada | Redondeada | No redondeada | Redondeada |
| ------- | ------------- | ---------- | ------------- | ---------- |
| Alta    | i /ɪ/         | ü /y/      |               | u /u/      |
| Mediana | ë/é /e/       | ö /ø/      |               | o /o/      |
| Baja    | e /ɛ/æ/       |            | a /ɑ/         |            |

Las vocales uigures son por defecto cortas, mientras que las largas resistirían la reducción vocálica y desonorización, introducirían acento no final y se analizarían como |Vj| o |Vr| antes de algunos sufijos. 
La ortografía oficial uigur no marca la longitud vocal y no distingue entre /ɪ/ (es decir, بىلىم /bɪlɪm/ ‘conocimiento’) y el posterior /ɯ/ (p. ej., تىلىم /tɯlɯm/ ‘mi idioma’); estos dos sonidos están en distribución complementaria, pero los análisis fonológicos indican que tienen un papel en armonía vocálica y son fonemas separados.
/e/ solo ocurre en palabras de origen no turco y como resultado de elevar la voz.

#### Armonía vocálica
El uigur, como otros idiomas túrquicos, muestra armonía vocálica. Las palabras usualmente tienen el mismo tipo de vocal en varias sílabas salvo las compuestas, los préstamos y algunas otras excepciones. Los sufijos aparecen con el valor más posterior de la raíz. Las vocales /e, ɪ/ son transparentes ya que no contrastan en posterioridad vocálica. El uigur también tiene armonía de redondeo.

## Escritura
Desde el siglo X, cuando los uigures se convirtieron al islam, el idioma se ha escrito en la variante del alfabeto árabe utilizada por el persa, con algunos signos diacríticos añadidos para representar las vocales propias uigures. En la década de 1970, el gobierno de la República Popular China promovió una reforma de la escritura con la adopción del alfabeto latino. Sin embargo, en 1987 se reinstauró el alfabeto árabe tradicional y se abandonó oficialmente la escritura latina, aunque esta se utiliza hoy en día con frecuencia en la comunicación a través de Internet o de SMS.